# ویموت، نوا اسکوشیا
ویموت، نوا اسکوشیا (به انگلیسی: Weymouth, Nova Scotia) یک منطقهٔ مسکونی در کانادا است که در منطقه دیگبای واقع شده‌است.